# Bath
Bath è una città del Regno Unito che si trova nella regione inglese del Sud Ovest, nella contea del Somerset, famosa come centro termale: il suo nome, infatti, prende origine dai bagni romani, in inglese "bath". Le sue terme sono le uniche terme naturali del Regno Unito. Ricostruita nel XVIII secolo in stile georgiano, ha molti monumenti in stile neoclassico. Nel 2021 è stata dichiarata patrimonio dell'umanità dall'UNESCO nelle Grandi città termali d'Europa.

## Geografia fisica

### Clima
Nella tabella sottostante sono riportati i valori medi che si registrano a Bath.
| Mese                               | Mesi | Mesi | Mesi | Mesi | Mesi | Mesi | Mesi | Mesi | Mesi | Mesi | Mesi | Mesi | Stagioni | Stagioni | Stagioni | Stagioni | Anno  |
| Mese                               | Gen  | Feb  | Mar  | Apr  | Mag  | Giu  | Lug  | Ago  | Set  | Ott  | Nov  | Dic  | Inv      | Pri      | Est      | Aut      | Anno  |
| ---------------------------------- | ---- | ---- | ---- | ---- | ---- | ---- | ---- | ---- | ---- | ---- | ---- | ---- | -------- | -------- | -------- | -------- | ----- |
| T. max. media (°C)                 | 8,1  | 8,3  | 10,6 | 12,9 | 16,5 | 19,3 | 21,7 | 21,5 | 18,6 | 14,8 | 11,1 | 9,0  | 8,5      | 13,3     | 20,8     | 14,8     | 14,4  |
| T. media (°C)                      | 4,8  | 4,8  | 6,7  | 8,3  | 11,7 | 14,5 | 16,8 | 16,2 | 14,1 | 10,9 | 7,4  | 5,7  | 5,1      | 8,9      | 15,8     | 10,8     | 10,2  |
| T. min. media (°C)                 | 1,4  | 1,3  | 2,7  | 3,7  | 6,8  | 9,7  | 11,9 | 11,7 | 9,6  | 6,9  | 3,6  | 2,4  | 1,7      | 4,4      | 11,1     | 6,7      | 6,0   |
| Giorni di gelo (Tmin ≤ 0 °C)       | 11,1 | 10,3 | 7,5  | 5,0  | 0,7  | 0,0  | 0,0  | 0,0  | 0,0  | 2,0  | 7,0  | 9,2  | 30,6     | 13,2     | 0,0      | 9,0      | 52,8  |
| Precipitazioni (mm)                | 72,0 | 55,6 | 56,6 | 47,3 | 48,9 | 57,2 | 48,9 | 56,6 | 64,5 | 67,9 | 65,8 | 83,3 | 210,9    | 152,8    | 162,7    | 198,2    | 724,6 |
| Giorni di pioggia                  | 12,5 | 10,2 | 10,9 | 9,2  | 8,8  | 8,5  | 6,9  | 8,6  | 10,1 | 11,3 | 11,6 | 12,6 | 35,3     | 28,9     | 24,0     | 33,0     | 121,2 |
| Eliofania assoluta (ore al giorno) | 1,62 | 2,46 | 3,47 | 5,18 | 6,23 | 6,2  | 6,64 | 6,38 | 4,66 | 3,26 | 2,34 | 1,51 | 1,9      | 5,0      | 6,4      | 3,4      | 4,2   |

## Storia
Nell'antichità era conosciuta per le sue terme costruite dai romani intorno al 43 d.C., anche se sembra esistesse un insediamento precedente: infatti da alcuni scavi compiuti risulta che delle terme più antiche fossero state costruite dai Celti e che nelle loro adiacenze fosse stato costruito un santuario dedicato al dio Sole. Pertanto è possibile pensare che le acque sulfuree che scorrono sotto la città siano utilizzate da oltre 2500 anni. Le acque di queste terme vengono chiamate Aquae Sulis.
Nel corso degli anni, la città passò per vari conquistatori, finendo infine sotto il dominio dei Sassoni che le diedero il nome attuale. Le Terme di Bath Spa (altro nome della città) sono le più importanti di tutta la Gran Bretagna. Nel 1987 viene nominata patrimonio mondiale dell'UNESCO. Il 7 agosto del 2003 a Bath si tenne all'aperto l'ultimo concerto dei Tre Tenori Plácido Domingo, José Carreras e Luciano Pavarotti.

## Architetture
- Terme romane
- Castel Sham

## Architettura
La città è attraversata dal fiume Avon che scorre a circa 15 metri al di sotto del livello stradale. La costruzione dell'attuale centro storico avvenne nel XVIII secolo, in stile georgiano, per soddisfare il crescente bisogno di benessere e comfort da parte dei visitatori delle terme. Alcuni importanti edifici si trovano raccolti in un breve spazio, in particolare le terme romane, l'Abbazia e la Guildhall. L'Abbazia era originariamente una cattedrale normanna che venne poi ricostruita in stile gotico nel secolo XVII. Ulteriori lavori di ristrutturazione vennero poi fatti all'interno di essa nel XIX secolo. L'Abbazia si trova sulla stessa piazza dove sono ubicate le Terme Romane e la Guildhall, ovvero il Municipio della città. La città di Bath è stata dichiarata dall'UNESCO patrimonio dell'umanità.
Altro aspetto caratteristico di Bath è il Royal Crescent con il vicino Circus, ideati da John Wood il Vecchio e realizzati da John Wood il Giovane tra il 1754 ed il 1774. Essi rappresentano il sogno visionario del suo progettista di dare un aspetto neo-classico e palladiano alla città di Bath.
Tra le altre opere di spicco figura il Recreation Ground, parco pubblico di circa 60 000 metri quadrati vincolato a utilizzo gratuito da parte della cittadinanza, che ospita lo stadio della squadra di rugby cittadina, il Bath Rugby.

## Economia
L'attività economica principale della città è il turismo che convoglia annualmente decine di migliaia di persone. La città è dotata di circa 80 alberghi e oltre 200 Bed & Breakfast oltre a centinaia di ristoranti e pub. Il maggiore afflusso si realizza nei mesi estivi ma il turismo è presente in tutti i mesi dell'anno.

## Cultura

### Istruzione
L'Università di Bath è stata fondata nel 1966.

## Specialità gastronomiche

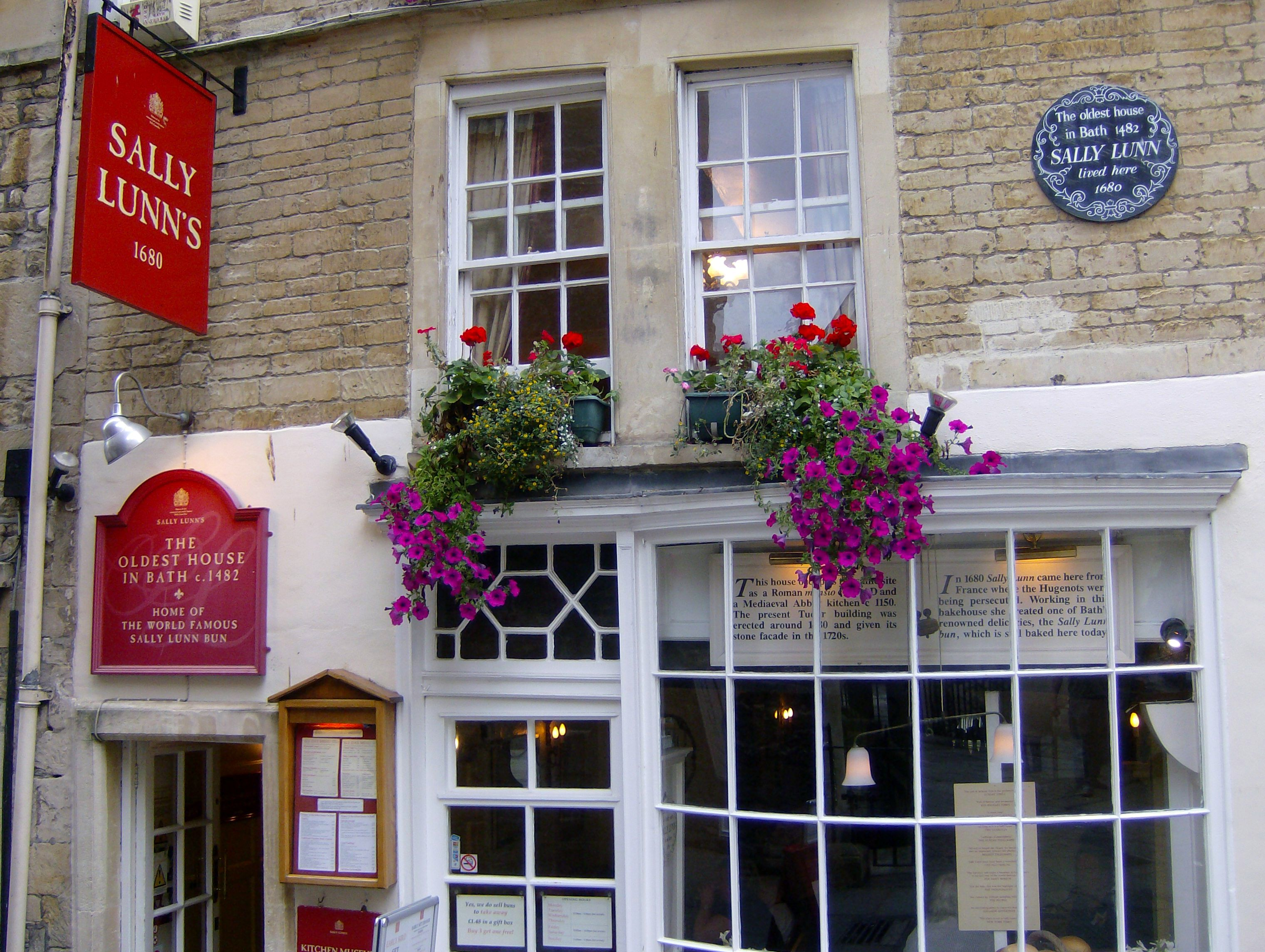
Sally Lunn's, casa dei Sally Lunn bun.

Bath è legata ad una serie di cibi ivi nati o elaborati:
- I Sally Lunn bun, specie di tortine da tè, create da tempo a Bath e citate per la prima volta con questo nome in alcuni versi stampati nel 1772 da un giornaletto locale, il Bath Chronicle.[3] A quei tempi venivano serviti caldi nei locali pubblici degli Spring Gardens della città. Possono essere mangiati con una copertura dolce o salata. Vengono spesso confusi con i
- Bath bun, che sono più piccoli, rotondi e molto dolci e che vennero associati alla Esposizione universale di Londra. Originariamente erano ricoperti da semi di cumino dei prati canditi sminuzzati, immersi prima ripetutamente in un bagno bollente di zucchero, ma oggi i semi vengono aggiunti al London Bath Bun (un riferimento alla Grande Esposizione).[4] I semi possono essere sostituiti da granuli di zucchero o nibs.[5]
- Bath Oliver, biscotti asciutti inventati dal dott. William Oliver, medico al Royal National Hospital for Rheumatic Diseases nel 1740.[6] Oliver era uno dei primi sostenitori della campagna anti-obesità ed autore del Practical Essay on the Use and Abuse of warm Bathing in Gluty Cases.[6]
- La Bath Chap, che è un guanciale di maiale, insieme alle ossa della mascella, salato e che prende il nome dalla città.[7]
- Una birra locale viene prodotta in una birreria di nome Bath Ales sita a poche miglia a Warmley[8]

## Amministrazione
Bath è stata privata di una sua propria amministrazione in concomitanza con l’abolizione della contea di Avon nel 1996, che ha coinciso con la creazione del più ampio distretto di Bath and North East Somerset. 
Per garantire tuttavia i diritti della città, tra i più antichi d’Inghilterra, come testimoniato dall'antichissima diocesi locale che addirittura ipotizza un proprio precedente nella Britannia romana, venne disposto un charter trustees, cioè una fondazione fiduciaria, composta dai consiglieri dell’attuale distretto, purché eletti all'interno dei confini della vecchia città. Questi consiglieri continuano a nominare il sindaco di Bath, i cui compiti, oltre a quelli onorifici e promozionali, consistono nella gestione delle proprietà della città.

### Gemellaggi
Bath è gemellata con le seguenti città:
- Aix-en-Provence
- Alkmaar
- Braunschweig, dal 1971
- Kaposvár

Bath ha inoltre un accordo di partenariato con Beppu, Prefettura di Ōita, Giappone e un legame storico con Manly, Nuovo Galles del Sud, Australia.

## Galleria d'immagini

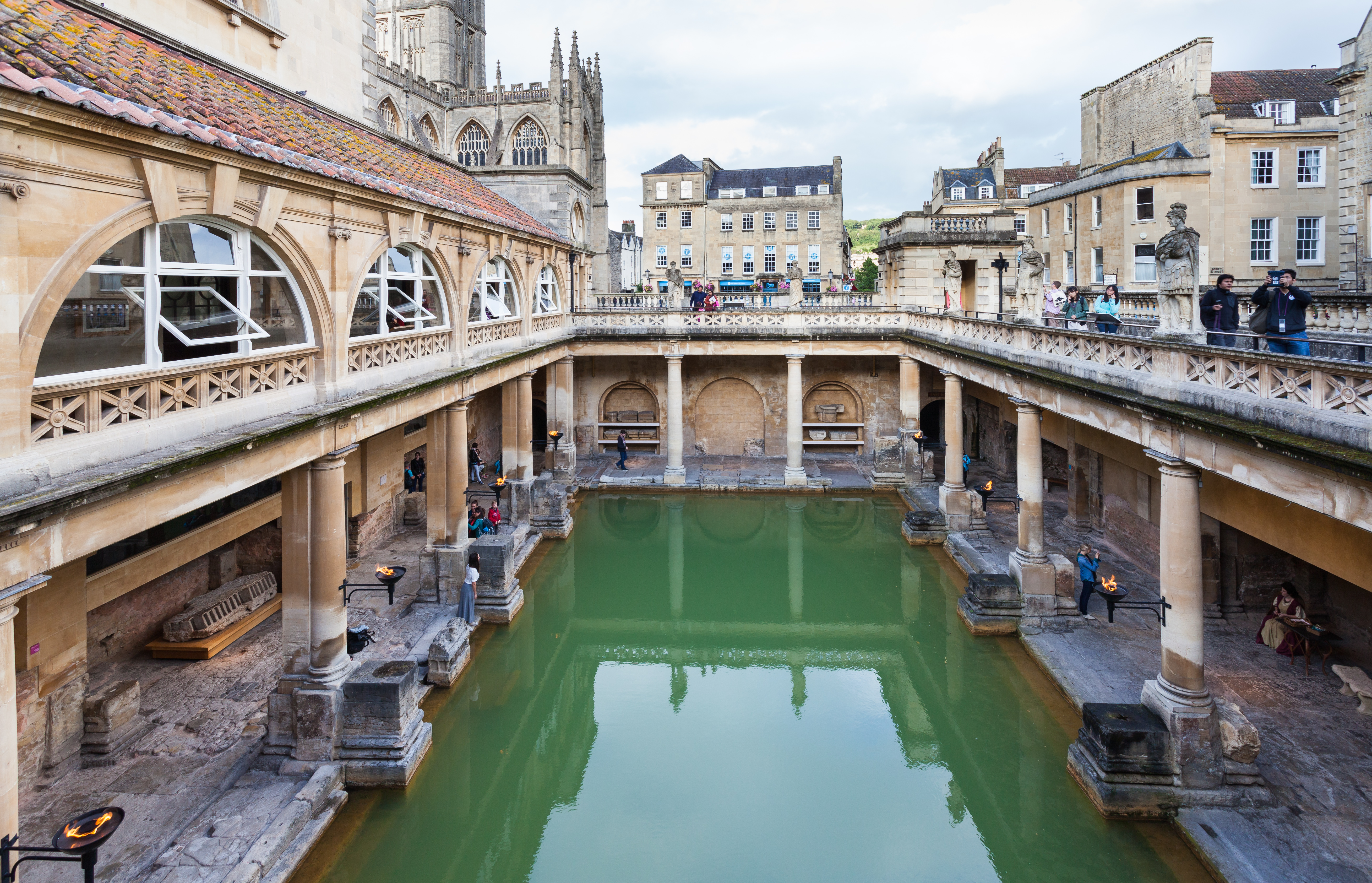
Le Terme Romane
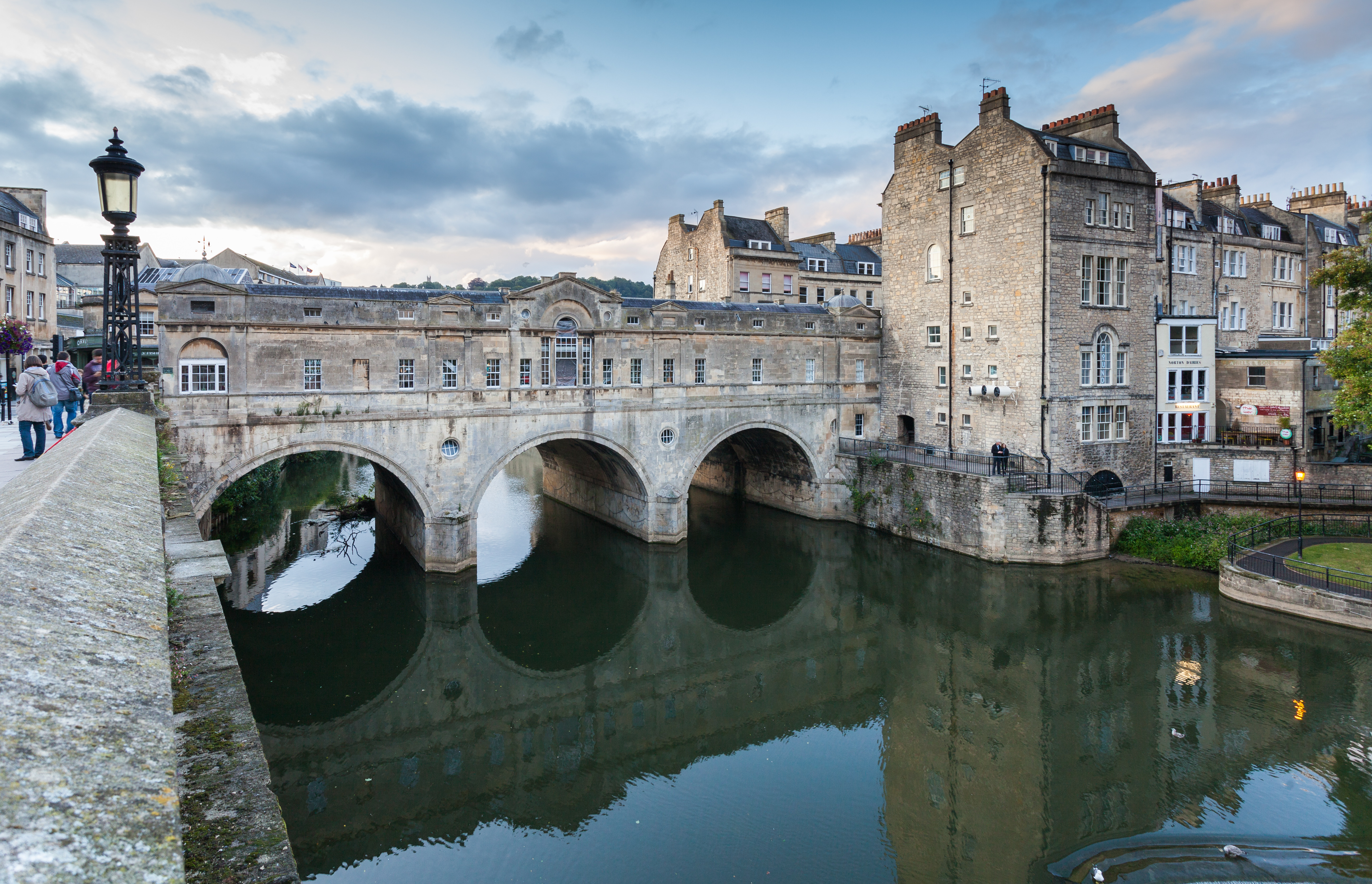
Il ponte Pulteney
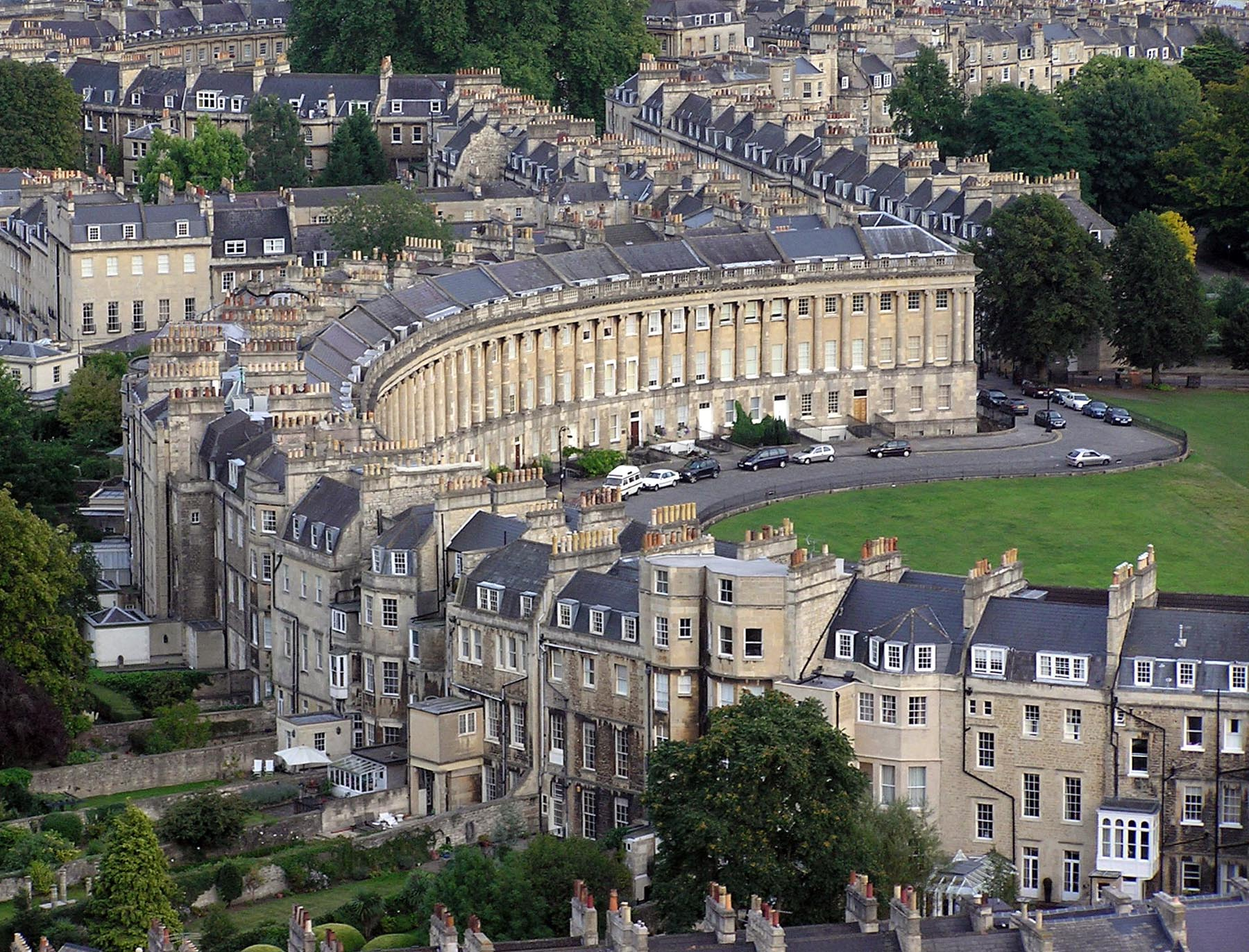
Il Royal Crescent, visto da un pallone aerostatico
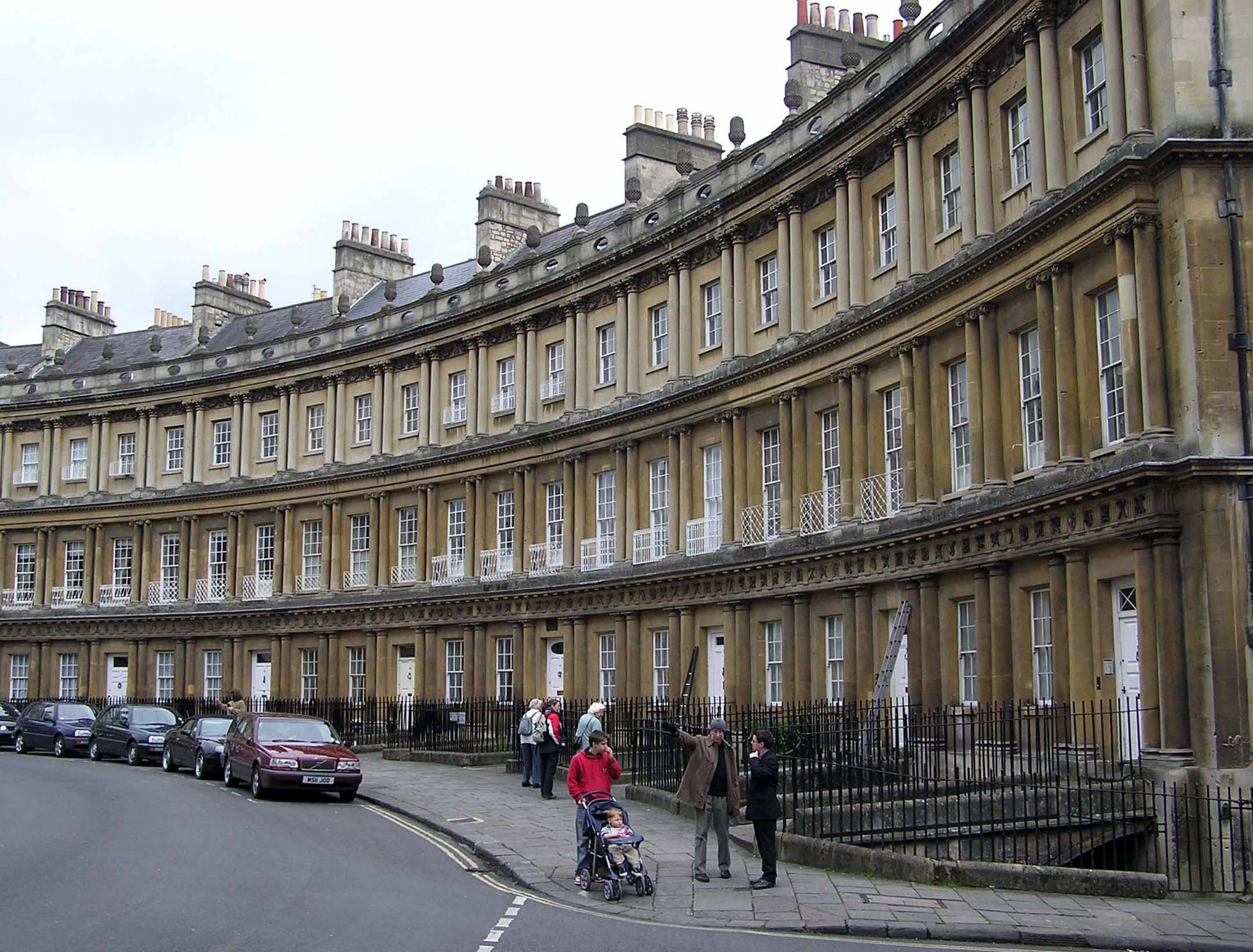
Il Circus di Bath
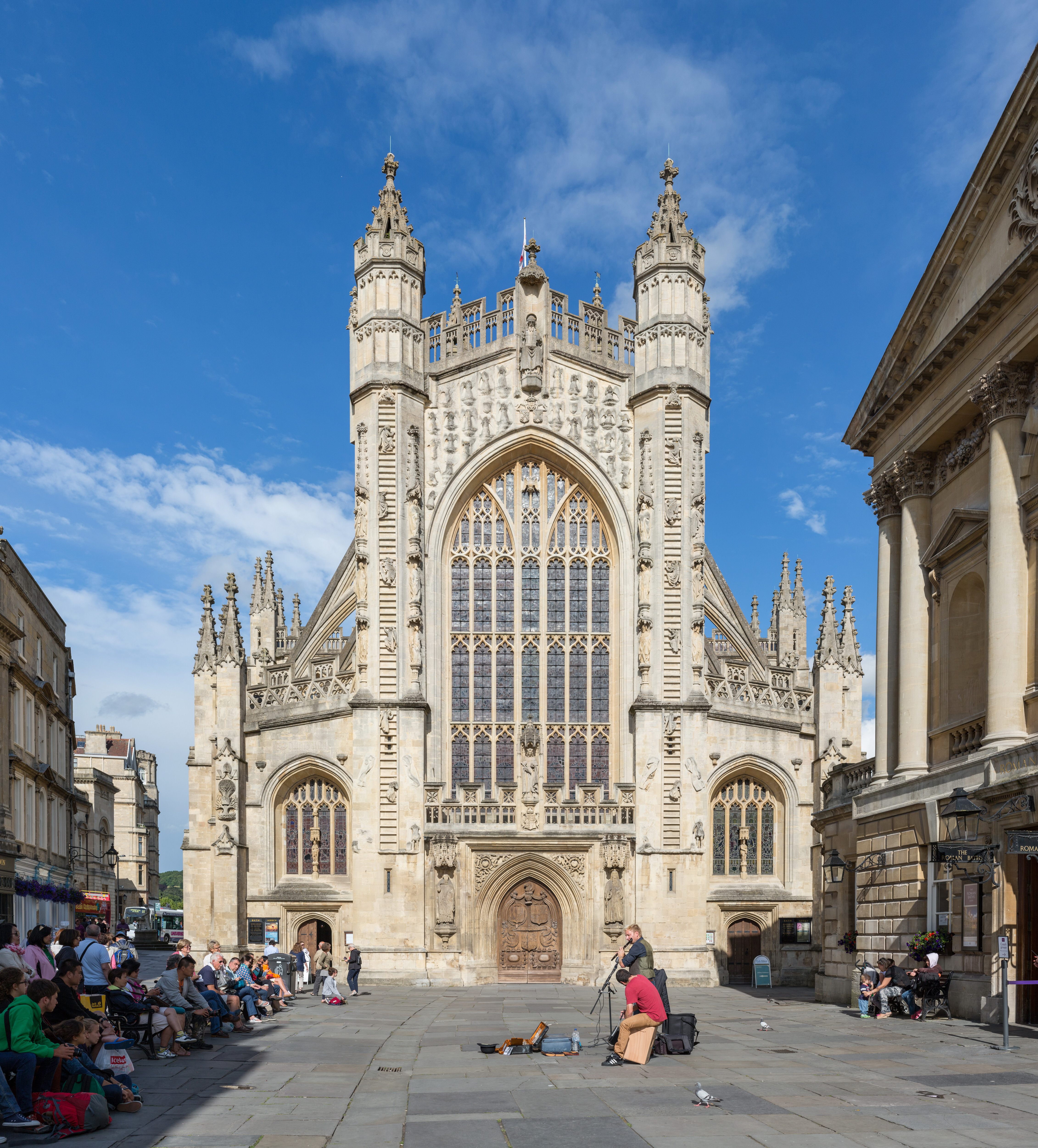
Facciata dell'abbazia di Bath
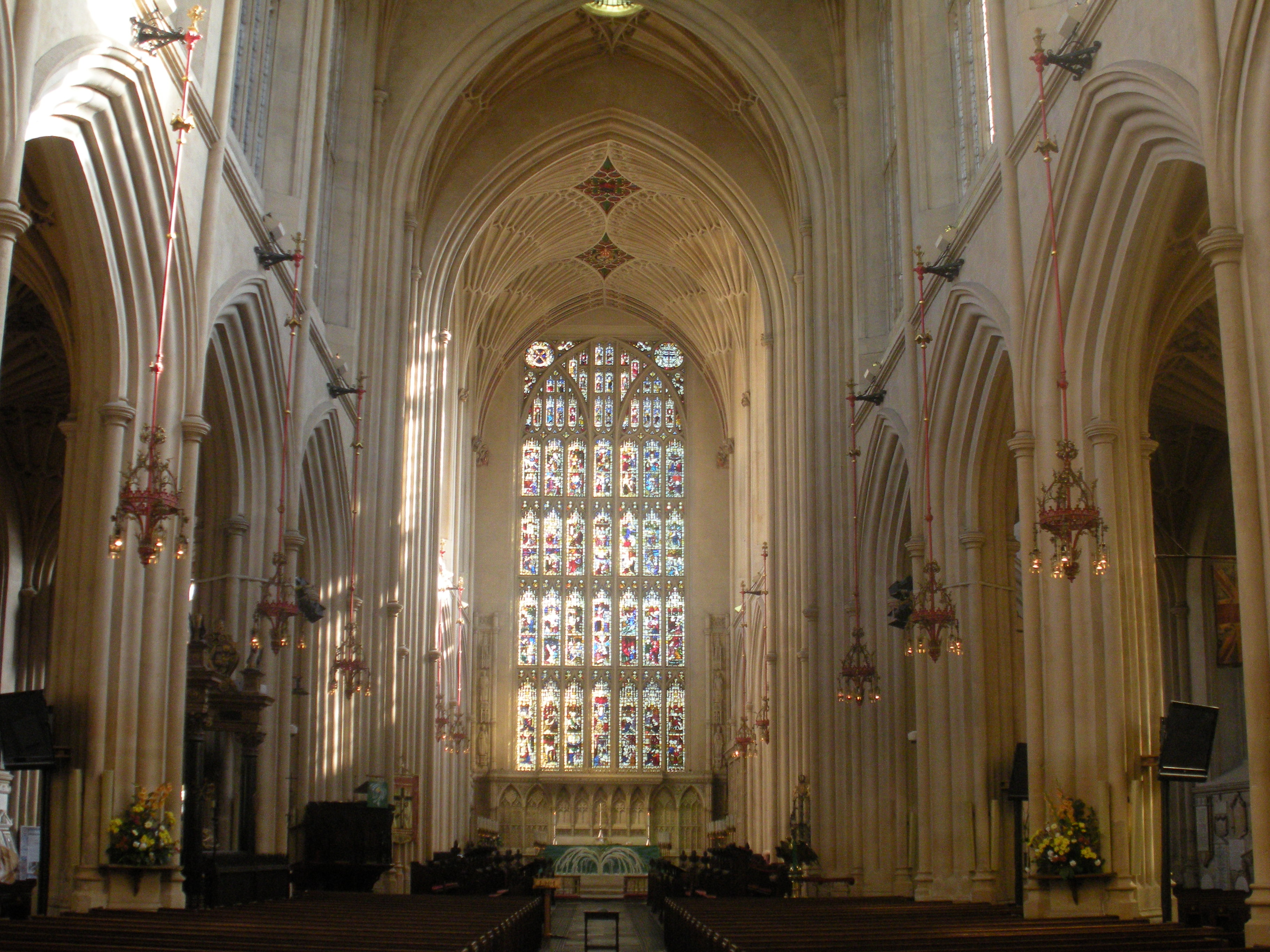
Interno Abbazia
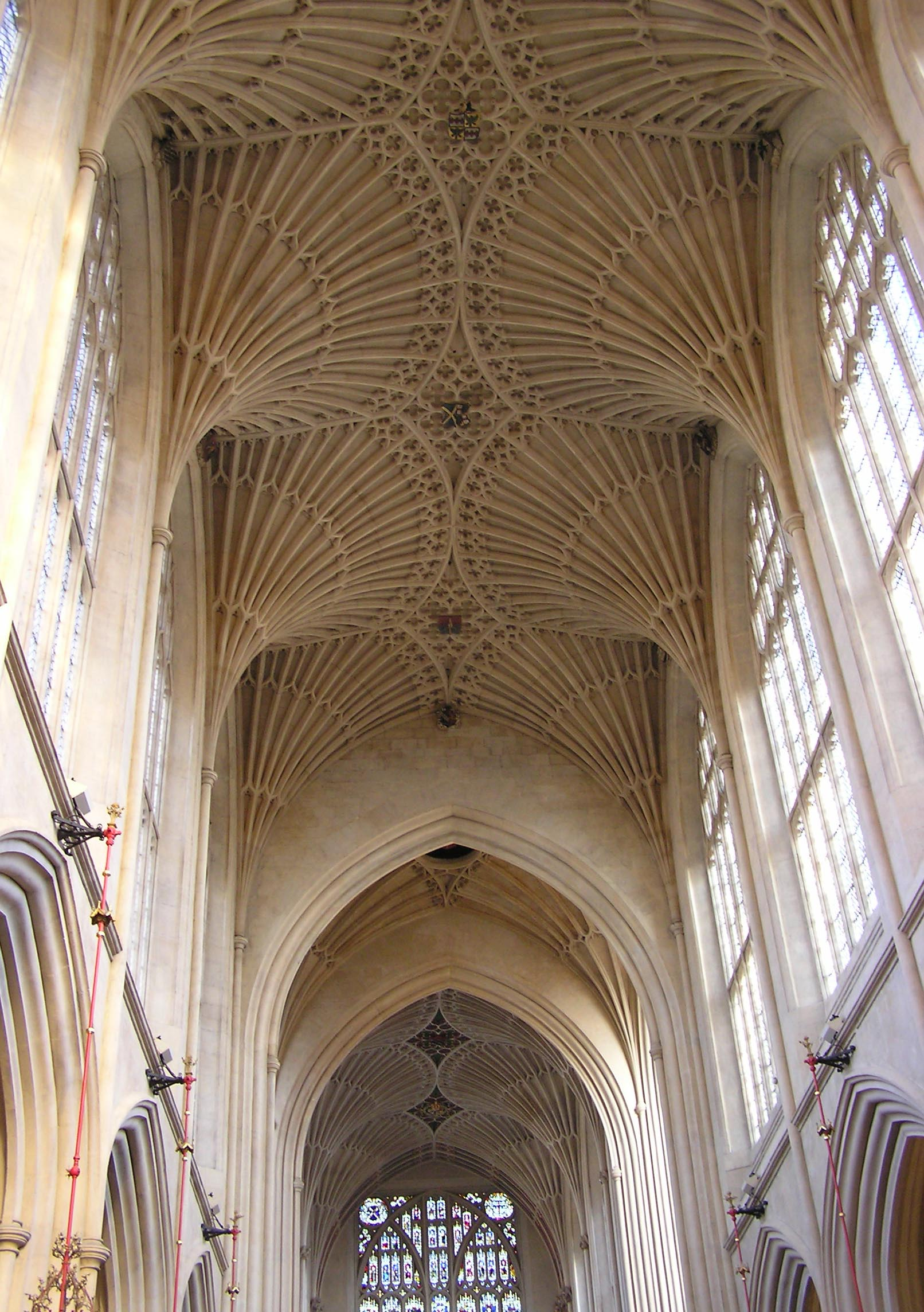
Volta sulla navata dell'Abbazia di Bath
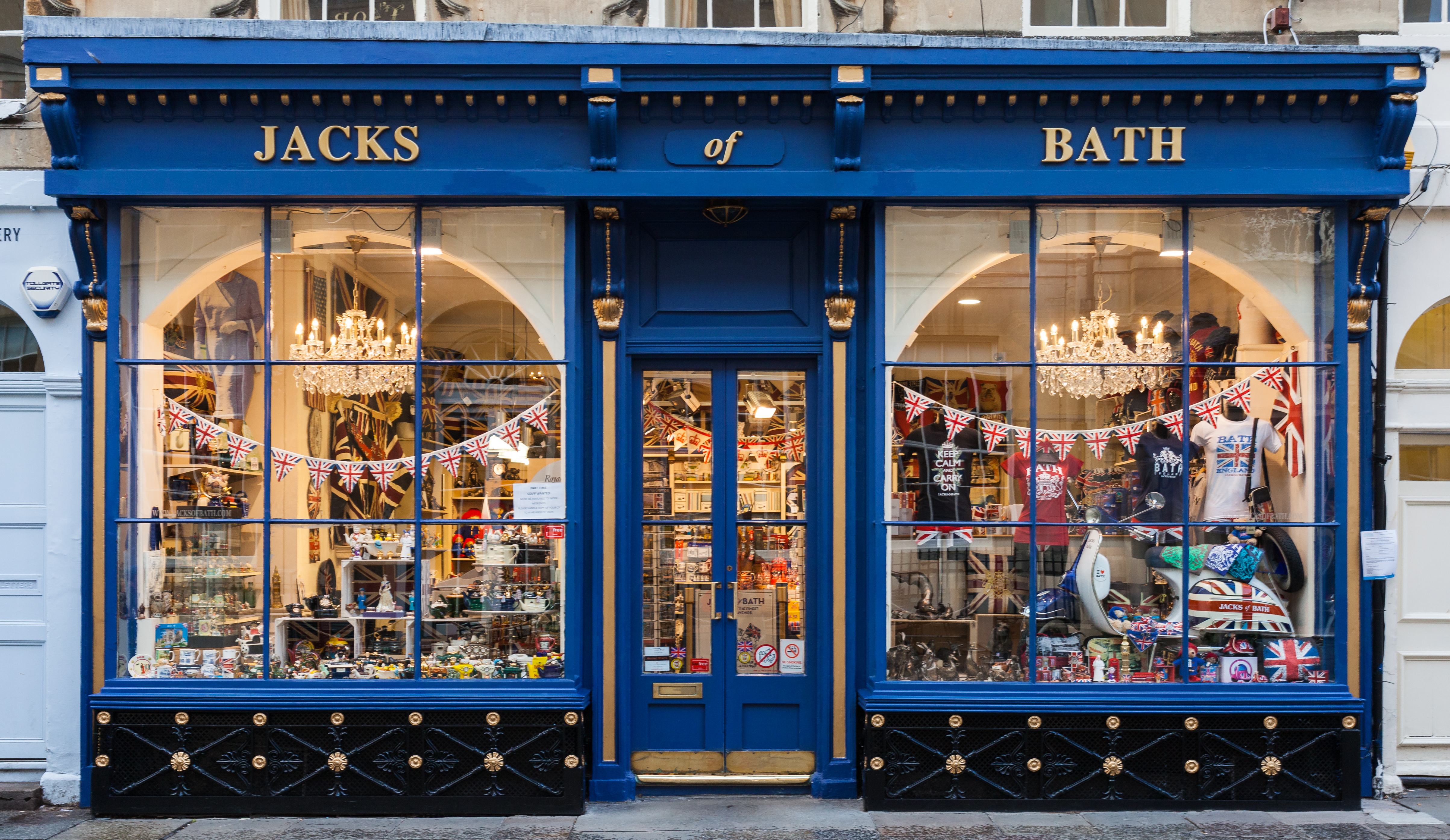
Jacks of Bath
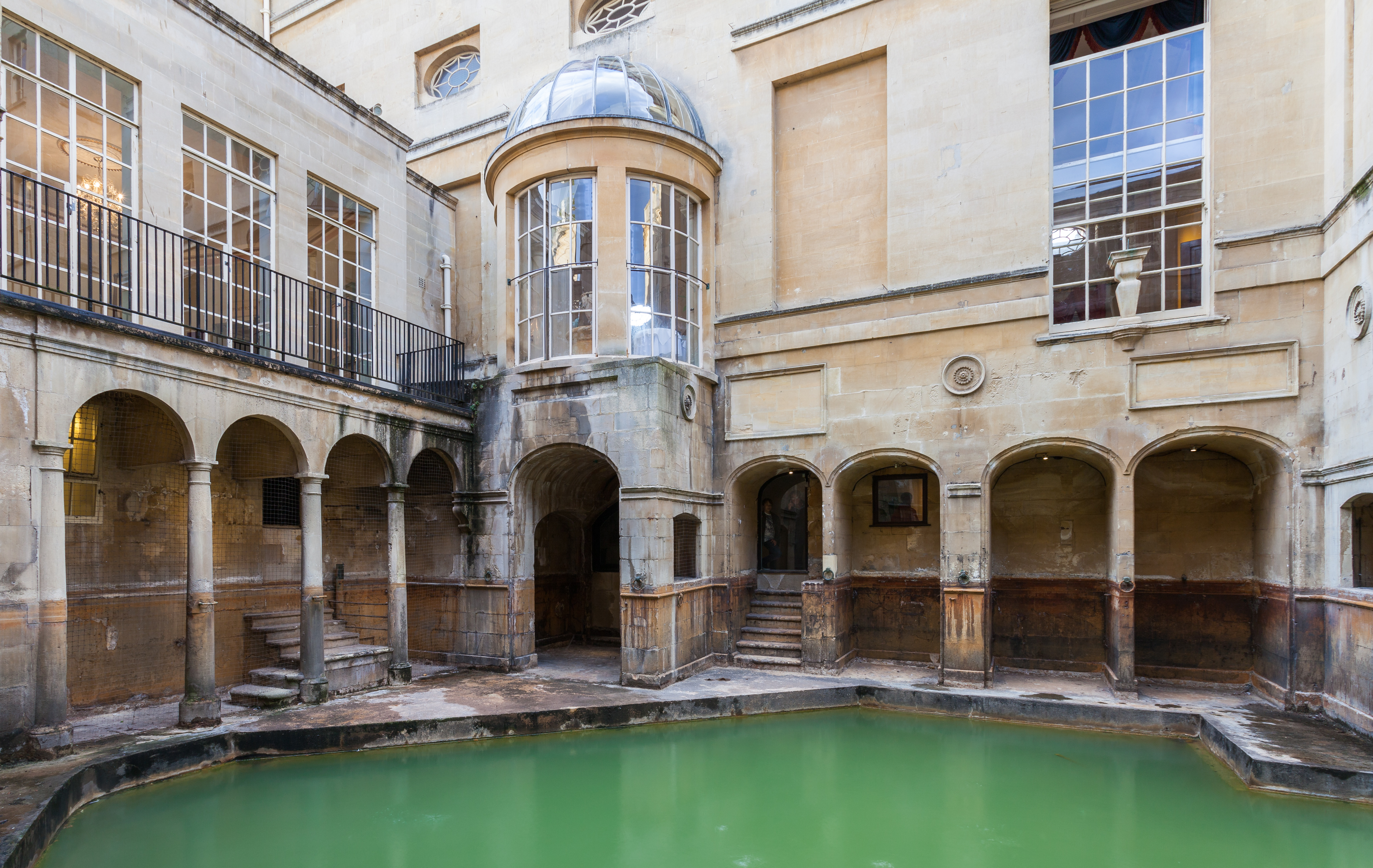
Terme del re
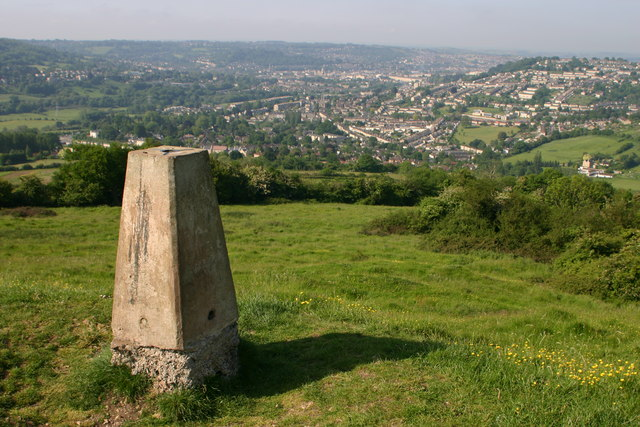
Cima della collina di Solsbury, con la città di Bath in lontananza.